# エスケープ・フロム・L.A.
『エスケープ・フロム・L.A.』（Escape From L.A.）は、1996年、アメリカのイン・アソシエイション・ウィズ・ライシャー・エンターテインメント製作、監督ジョン・カーペンター、主演カート・ラッセルの近未来SF映画。1981年の『ニューヨーク1997』の続編。前作でS.D.プリスキンであった主人公（スネーク）の本名がボブ・プリスキンに変わっている。続編ではあるが、この作品は続編兼リメイク作品である。

## ストーリー
1998年、アメリカの反政府勢力が急速に勢力を拡大し、それに対抗して国家警察が創設される。当時の大統領候補は「罪の都市」ロサンゼルスに大地震が来ると予言。2000年、予言通りロスにマグニチュード9.6の大地震が起きる。その後、憲法が改正され終身任期の大統領が誕生。地震でロスは島となり、本土から隔絶する巨大な防壁で囲まれ、警察隊が監視する新生道徳国アメリカの流刑植民地となる。新憲法に従わず市民権を失った者は全員、この島に追放され二度と出ることはできない。
2013年、大統領の令嬢が機密装置を盗み、乗っ取った大統領専用機からポッドで脱出。ロスで最大のテロ集団へと投降する。
事態を憂慮した大統領は、追放センターにやって来た史上最も悪名高き犯罪者で、元特殊部隊員の「スネーク・プリスキン」をロス市内に単身潜入させる。彼の体には死亡率100%のウイルスが打たれ、神経組織破壊までのタイムリミットは8時間8分26秒。時間までに装置の奪還が条件。解毒剤は任務成功時でなければ投与されないルールのもとで、再びスネークの孤独な戦いが始まる。

## 登場人物
スネーク・プリスキン
演 - カート・ラッセル
史上最も悪名高き犯罪者。左目に眼帯をしている。元特殊部隊隊員。かつては名誉負傷賞2回、最年少で大統領から叙勲されという輝かしい軍歴を持つ戦争の英雄だったが現在は27の犯罪をしている無法者。名うての軍人だったこともあり戦闘は得意で集団相手やカーチェイスも苦も無くやりこなした。あまのじゃくで「スネーク」と呼ばれたら「プリスキンと呼べ」と言い「プリスキン」と呼ばれたら「スネークと呼べ」という。物語開始前の2週間前に逮捕され、ウイルスを打ち込まれたことで時間以内にワクチンを打たないと死ぬ状態となり、ワクチンを交換条件に任務をする。スポーツも得意でバスケットボールを完璧にこなした。
本作では日本語字幕と日本語吹替（ソフト版・フジテレビ版両方）のどちらとも「スネーク・プリスキン」ではなく「スネーク・プリスケン」と訳されている。
マロイ
演 - ステイシー・キーチ
アメリカ合衆国国家警察の本部長。
クエボ・ジョーンズ
演 - ジョージ・コラフェイス
ペルー系テロ集団「輝く道」の一員で、ロサンゼルスのギャングの首領。
アメリカ合衆国大統領
演 - クリフ・ロバートソン
宗教家でもある。冷酷で実の娘だろうと殺害に躊躇しない。
ユートピア
演 - A・J・ランガー
アメリカ合衆国大統領の娘。装置の試作品を盗み、父親に反旗を翻す。スネークを殺そうとしたクエボを制止するなど完全に冷酷というわけではない。
エディ
演 - スティーヴ・ブシェミ
クエボの手下。ロサンゼルスの音声地図を売っている。スネークと出会い諸々の事情から行動を共にする。
パイプライン
演 - ピーター・フォンダ
ロサンゼルスでスネークが初めて出会った男。スネークを知っていたが「もっと背が高いと思った」と語っていた。サーフィンを嗜んでおり、この知識がスネークの行動が成功する切っ掛けともなった。
ハーシー・ラス・パーマス
演 - パム・グリア
クエボのかつての相棒。現在は彼と喧嘩別れをして、別のギャング団「サイゴン・シャドウ」と組んでいる。性転換した元男で、過去にスネークを裏切った。元の名はカージャック・マローン。スネークが撃ち込まれたウィルスの正体を見抜くなど博識。
ブレイズン
演 - ミシェル・フォーブス
マロイの部下。スネークを「20世紀的」と評した。
タスリーマ
演 - ヴァレリア・ゴリノ
スネークと出会った女性。イスラム教徒。スネークと一緒に捕まるが共に逃亡する。しかし、クエボの元へ向かう途中でギャングに襲われて死亡する。

## キャスト
| 役名                         | 俳優                            | 日本語吹替 | 日本語吹替   |
| 役名                         | 俳優                            | ソフト版   | フジテレビ版 |
| ---------------------------- | ------------------------------- | ---------- | ------------ |
| スネーク・プリスキン         | カート・ラッセル                | 山路和弘   | 江原正士     |
| マロイ                       | ステイシー・キーチ              | 佐々木勝彦 | 富田耕生     |
| スター・マップのエディ       | スティーヴ・ブシェミ            | 梅津秀行   | 田原アルノ   |
| パイプライン                 | ピーター・フォンダ              | 菅生隆之   | 有本欽隆     |
| クエボ・ジョーンズ           | ジョージ・コラフェイス          | 石塚運昇   | 大塚明夫     |
| ビバリーヒルズ公衆衛生局長官 | ブルース・キャンベル            | 古田信幸   | 青山穣       |
| タスリーマ                   | ヴァレリア・ゴリノ              | 安達忍     | 水谷優子     |
| ハーシー・ラス・パーマス     | パム・グリア                    | 中田和宏   | くじら       |
| ユートピア                   | A・J・ランガー                  | 篠原恵美   | 小林優子     |
| 大統領                       | クリフ・ロバートソン            | 小島敏彦   | 羽佐間道夫   |
| ブレイズン                   | ミシェル・フォーブス            | 日野由利加 | 唐沢潤       |
| 担当警官                     | ピーター・ジェイソン            | 宝亀克寿   | 宝亀克寿     |
| サイゴン・シャドウ           | ジェフ・イマダ                  | 辻親八     | 小室正幸     |
| 下院議員                     | ポール・バーテル                |            |              |
| サーファー                   | ブレッキン・メイヤー            |            |              |
| スキンヘッド                 | ロバート・キャラダイン          | 室園丈裕   | 樫井笙人     |
| テスト・チューブ             | リーランド・オーサー            | 坂東尚樹   | 牛山茂       |
| ナレーター                   | キャスリーン・ブランチャード    | 野沢由香里 | 沢田敏子     |
| ハーシーの部下               | アル・レオン （クレジットなし） |            |              |

- フジテレビ版：初回放送2000年12月2日『ゴールデン洋画劇場』 ※「超・特別版」Blu-rayに収録。

## 評価
レビュー・アグリゲーターのRotten Tomatoesでは58件のレビューで支持率は53%、平均点は5.60/10となった。Metacriticでは21件のレビューを基に加重平均値が54/100となった。